# دم‌چارگوشی چشم‌درشت
دم‌چارگوشی چشم‌درشت (نام علمی: Tetragonurus atlanticus) نام یک گونه از سرده دم‌چارگوشی است.